# La Chapelle-Saint-Martin
La Chapelle-Saint-Martin è un comune francese di 152 abitanti situato nel dipartimento della Savoia della regione dell'Alvernia-Rodano-Alpi.

## Società

### Evoluzione demografica
Abitanti censiti